# Лоренц, Роберт
Роберт Лоренц (англ. Robert Lorenz) — американский кинорежиссёр и продюсер.

## Карьера
Роберт родился в Чикаго, а с 1989 года проживает в Лос-Анджелесе. Он наиболее известен совместными проектами с Клинтом Иствудом («Таинственная река», «Малышка на миллион», «Флаги наших отцов», «Подмена», «Гран Торино», «Непокорённый»).
Является членом Гильдии режиссёров Америки и Гильдии продюсеров Америки. Трёхкратный номинант на премию Оскар (за продюсирование картин «Таинственная река», «Письма с Иводзимы» и «Снайпер»)..
Режиссёрским дебютом Лоренца стал фильм «Кручёный мяч», главные роли в котором исполнили Клинт Иствуд, Эми Адамс и Джастин Тимберлейк. В феврале 2021 года в прокат вышел его экшн-триллер «Заступник» с Лиамом Нисоном в главной роли. В 2022 году выйдет фильм «Последний наёмник».

## Личная жизнь
Роберт познакомился с женой Мелиссой во время их совместной работы над фильмом «Мосты округа Мэдисон». У пары двое детей.

## Избранная фильмография
| Год  |   | Русское название   | Оригинальное название             | Роль                          |
| ---- | - | ------------------ | --------------------------------- | ----------------------------- |
| 2003 | ф | Таинственная река  | Mystic River                      | продюсер                      |
| 2004 | ф | Малышка на миллион | Million Dollar Baby               | продюсер                      |
| 2006 | ф | Флаги наших отцов  | Flags of Our Fathers              | продюсер                      |
| 2008 | ф | Подмена            | Changeling                        | продюсер                      |
| 2008 | ф | Гран Торино        | Gran Torino                       | продюсер                      |
| 2009 | ф | Непокорённый       | Invictus                          | продюсер                      |
| 2011 | ф | Дж. Эдгар          | J. Edgar                          | продюсер                      |
| 2012 | ф | Кручёный мяч       | Trouble with the Curve            | режиссёр, продюсер            |
| 2014 | ф | Снайпер            | American Sniper                   | продюсер                      |
| 2021 | ф | Заступник          | The Marksman                      | режиссёр, сценарист, продюсер |
| 2022 | ф | Последний наёмник  | In the Land of Saints and Sinners | режиссёр, сценарист, продюсер |